# Hotel Marienlyst
Hotel Marienlyst (oprindeligt Marienlyst Kur- og Søbad) er et hotel der er beliggende på Nordre Strandvej i Helsingør cirka 1 km nordvest for Kronborg.
Hotellet er i dag et 4-stjernet hotel med 222 værelser, suiter og lejligheder. Hotellet indeholder to restauranter og to barer. I forbindelse med hotellet er også et casino samt spa og pool.

## Historie
Vekselerer J.S. Nathanson lejede Marienlyst Slot af Helsingør Kommune og åbnede hotellet der i 1859. Slottets forbindelse til kuranstalten ophørte i 1896.
I 1859 opførtes også det oprindelige Marienlyst Kur- og Søbad. Bygningen findes stadig og ligger ud til Strandvejen foran det nuværende hotelkompleks. Hotellet opnåede hurtigt anerkendelse i Europa og blev ofte besøgt af konger og fyrster, og derfor steg den almindelige søgning også.[kilde mangler]
1897 blev hotellet købt af slagtermester Anders Jensen, som i december 1898 indbød seks arkitekter til at deltage i en konkurrence om et kurhus på Marienlyst. Akademisk Arkitektforening stod for bedømmelsen, og 1. præmie gik til Richard Bergmanns projekt. Jensen lod 1898-1900 Bergmann opføre et nyt og større kurhus. Stilen var en tilpasset udgave af de hoteller, man finder f.eks. i Tyskland og Østrig. Det placeredes lige ud til vandet og er den centrale del af det nuværende hotel. I 1915 blev en herskabsbolig opført ved arkitekt Poul Holsøe.
Hotellet tiltrak stadig kongelige, også kronprinsen, den senere Kong Frederik VIII. Han gav hotellet privilegier til at drive spillecasino, til at flage med splitflag og benytte kongekrone i sit bomærke. Casinoet havde dog med begrænsning på beløbenes størrelse.[kilde mangler]
I 1929 solgte Anders Jensen hotellet til C.C. Klestrup.
Hotellet har bygget til i flere omgange. Blandt andet en svømmehal med bølgeanlæg. Hotellet gennemgik flere kriser i perioden efter 1980, hvor mange danske luksushoteller bukkede under.
I forbindelse med den nye casino-lov i 1990 fik hotellet ret til at drive et egentligt spillecasino. Der opføres et større casino i forbindelse med hotellet.

## Statue af Holger Danske
I 1907 bestilte hotelejer Anders Jensen en bronzestatue af Holger Danske, som fik plads ved indkørslen til Hotel Marienlyst. I 2013 blev statuen af Holger Danske solgt på auktion for et mindre millionbeløb til en gruppe vestjyske erhvervsdrivende i Skjern.
EDC-ejendomsmægleren i Skjern, Jørgen Axelsen, stod i spidsen for købet. Holger Danske blev hentet på en blokvogn i Helsingør, og blev så transporteret over havet til Aarhus og videre til Skjern. Holger Danske har i dag et torv opkaldt efter sig, "Holger Danskes plads".
(Den tonstunge Holger Danske i bronze som nu står i Skjern, er den originale statue fra 1907; der skulle efter sigende stå en noget mindre figur på Amalienborgmuseet i København, også støbt i bronze og fra 1907). Holger Danske som i dag står under Kronborg slot, er lavet af den originale støbeform fra 1907. Oprindelig var statuen under Kronborg lavet af gips, men kunne ikke holde til det fugtige klima i kasematterne. Den nuværende Holger Danske er lavet af beton. Billedhuggeren H.P. Pedersen-Dan skabte først en stor gipsfigur, som dannede grundlag for støbeformen til den rigtige statue. Denne gipsfigur blev placeret i Kronborgs kasematter, og blev langt mere berømt end den færdige statue. I 1985 var gipsfiguren så ødelagt af fugt, at den blev udskiftet med en kopi i beton.[kilde mangler]

## Eksterne kilder/referencer
- Hotel Marienlysts hjemmeside
- Helsingør Leksikon Hotel Marienlyst

1. ↑  Architekten: Meddelelser fra Akademisk Architektforening, (1899), bind 1, s. 218.
2. ↑  Architekten: Meddelelser fra Akademisk Architektforening, (1918), bind 20, s. 89.